# Steve Irwin

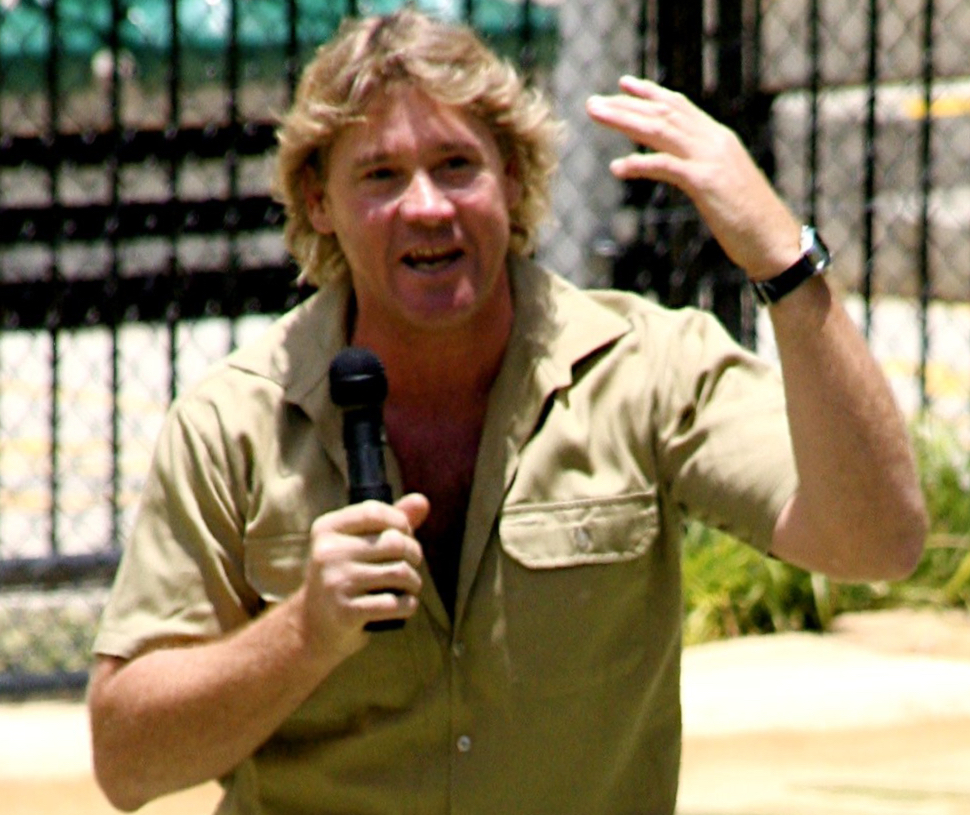
Steve Irwin (2005)

Stephen Robert „Steve“ Irwin (* 22. Februar 1962 in Upper Ferntree Gully, Victoria; † 4. September 2006 vor der Küste von Port Douglas, Queensland) war ein australischer Dokumentarfilmer, TV-Moderator, Herpetologe, Abenteurer und Zoodirektor. Durch seine vom US-amerikanischen TV-Sender Animal Planet produzierte Serie, die nach seinem Spitznamen „The Crocodile Hunter“ benannt wurde, erlangte er weltweite Bekanntheit.

## Leben

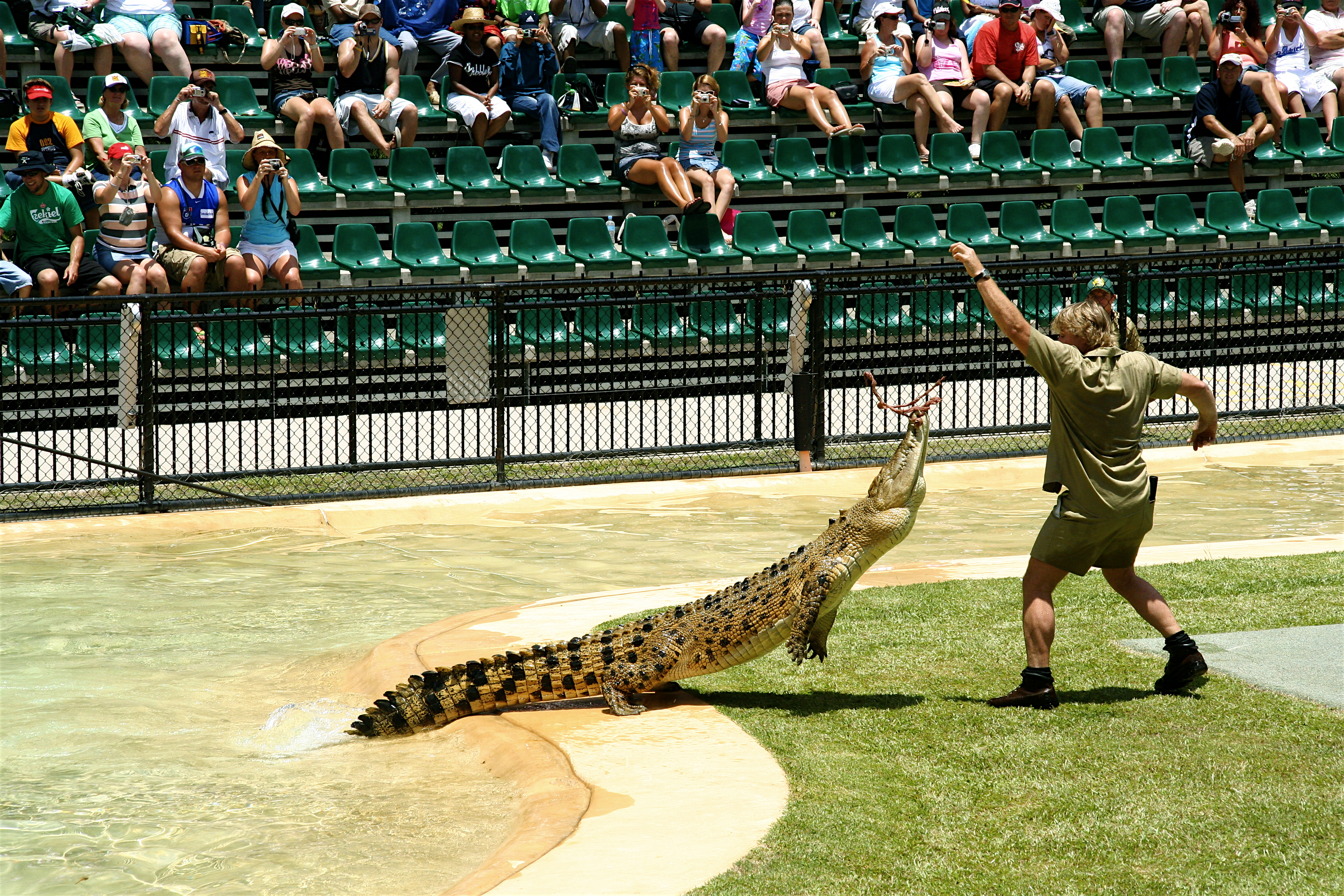
Steve Irwin füttert ein Krokodil im Crocoseum des Australia Zoos

Bereits im Kindesalter unterstützte Irwin seinen Vater, der im Auftrag der australischen Regierung mit der Umsiedlung diverser Reptilien aus Siedlungsgebieten beschäftigt war. Zu seinem sechsten Geburtstag bekam Irwin seine erste Pythonschlange, mit neun Jahren fing er mit der Hilfe des Vaters sein erstes Krokodil. In den 1980er-Jahren lebte er viele Monate lang im australischen Busch und führte die Arbeit seines Vaters fort, wobei er all seine Krokodilfänge mit der Kamera festhielt. Er galt seitdem als Fachmann für das Überleben in der Wildnis sowie den Fang und die Umsiedlung von Reptilien wie Krokodilen, Schlangen und Waranen. Bei seiner Arbeit entdeckte er an der Küste Queenslands außerdem die nach ihm benannte Elseya irwini („Irwins Schildkröte“), eine Art der Schlangenhalsschildkröten.
Im Jahr 1991 übernahm Irwin zusammen mit seiner Frau Terri von seinen Eltern den Reptile & Fauna Park in Queensland, der später in Australia Zoo umbenannt wurde. Ein dort eingerichtetes Rettungsteam, bei dem sich Einwohner melden können, wenn sie sich durch Reptilien bedroht fühlen, führt Irwins frühere Arbeit fort.

### The Crocodile Hunter
Im Jahr 1996 startete die Serie The Crocodile Hunter im australischen Fernsehen. Im Laufe der Jahre wurden 64 Teile gedreht, die nach Irwins eigenen Angaben von über 500 Millionen Menschen in 137 Ländern gesehen wurden. Zu dieser Serie gehören nicht nur die Episoden von The Crocodile Hunter, sondern auch die Croc Files, die Croc Diaries, New Breed Vets (deutscher Titel: Tierärzte ohne Grenzen) und der Kinofilm Crocodile Hunter – Auf Crash-Kurs. Alle Einnahmen, die durch Serie und Merchandising erwirtschaftet wurden, kamen Irwins Tierschutzorganisation und seinem Zoo zugute. Nach Kritik von Umweltschützern wurde die Serie eingestellt. Irwin soll bei Dreharbeiten in der Antarktis mit Walen, Robben und Pinguinen zu sehr interagiert haben, was gesetzlich verboten ist. Eine Untersuchung der australischen Regierung zeigte jedoch, dass die Vorwürfe nicht zutrafen. Dennoch setzte Irwin die Serie nicht mehr fort und kümmerte sich stattdessen um neue Projekte.
In den Vereinigten Staaten nahm sein Ruhm gewaltige Ausmaße an. Durch seine 15-jährige Arbeit vor der Kamera war er mit seinem australischen Englisch und Akzent für eine ganze Generation US-Amerikaner der Vertreter Australiens schlechthin. Im australischen Fernsehen sagte Irwin im Jahr 2003, er halte seinen Ruhm für die Schattenseite seines Erfolges. Er sei stets nur am Tierschutz interessiert gewesen.
Im deutschen Fernsehen werden Folgen der Serie seit 2002 ausgestrahlt. Irwin sagte, er wolle mit seinen Serien vor allem zeigen, dass auch unbeliebte Tiere ein Recht auf Leben und unseren Schutz haben. Es sei seine Schuld, wenn er von einem Tier gebissen würde, weil er ja wisse, worauf er sich einlasse.

### Tod
Steve Irwin starb am 4. September 2006 bei Unterwasseraufnahmen am Great Barrier Reef an den Folgen des Stichs eines Stachelrochens ins Herz. Der Angriff erfolgte offenbar völlig unerwartet. Laut seinem Kameramann waren Irwins letzte Worte „I’m dying“ („Ich sterbe“).
Steve Irwin hinterließ seine Frau Terri Irwin sowie seine beiden Kinder, Bindi Sue und Robert Clarence. Die Aufnahmen des tödlichen Unfalls wurden auf Wunsch der Familie vernichtet.
Irwin wurde auf dem Gelände des Australia Zoo beigesetzt, der genaue Ort des Grabes ist nur dem engsten Familienkreis bekannt. Ein Staatsbegräbnis lehnte die Familie in seinem Sinne ab, da er sich stets als „ordinary bloke“ („gewöhnlicher Typ“) gesehen habe. Die Nachricht von Irwins Tod löste vor allem in Australien, aber auch in anderen Ländern Bestürzung aus.
In den Tagen nach Irwins Tod wurden an der Küste von Queensland mehrere tote und verstümmelte Stachelrochen gefunden, deren Stachel herausgeschnitten waren. Umweltschützer von Irwins Stiftung Wildlife Warrior gingen davon aus, dass fanatische Irwin-Anhänger Rache geübt hatten.

## Wildlife Warriors Worldwide
Irwin gründete seine eigene Tierschutzorganisation, die „Steve Irwin Wildlife Foundation“ (SIWF), heute „Wildlife Warriors Worldwide“, und sein Zoo führt Aufzuchtprogramme von bedrohten Tierarten durch. Einen großen Anteil ihrer Einnahmen und Spenden verwendeten die Irwins zum Kauf von großen Landflächen in Australien, Fidschi, Vanuatu und den Vereinigten Staaten, die als Habitat für wildlebende Tiere und wie Nationalparks verwendet wurden. Auf diese Weise wollte Irwin sichergehen, dass es stets Orte gibt, zu denen die Tiere gehen können, wenn sie in den Bereichen um seine Ländereien nicht mehr leben können.

## Ehrungen

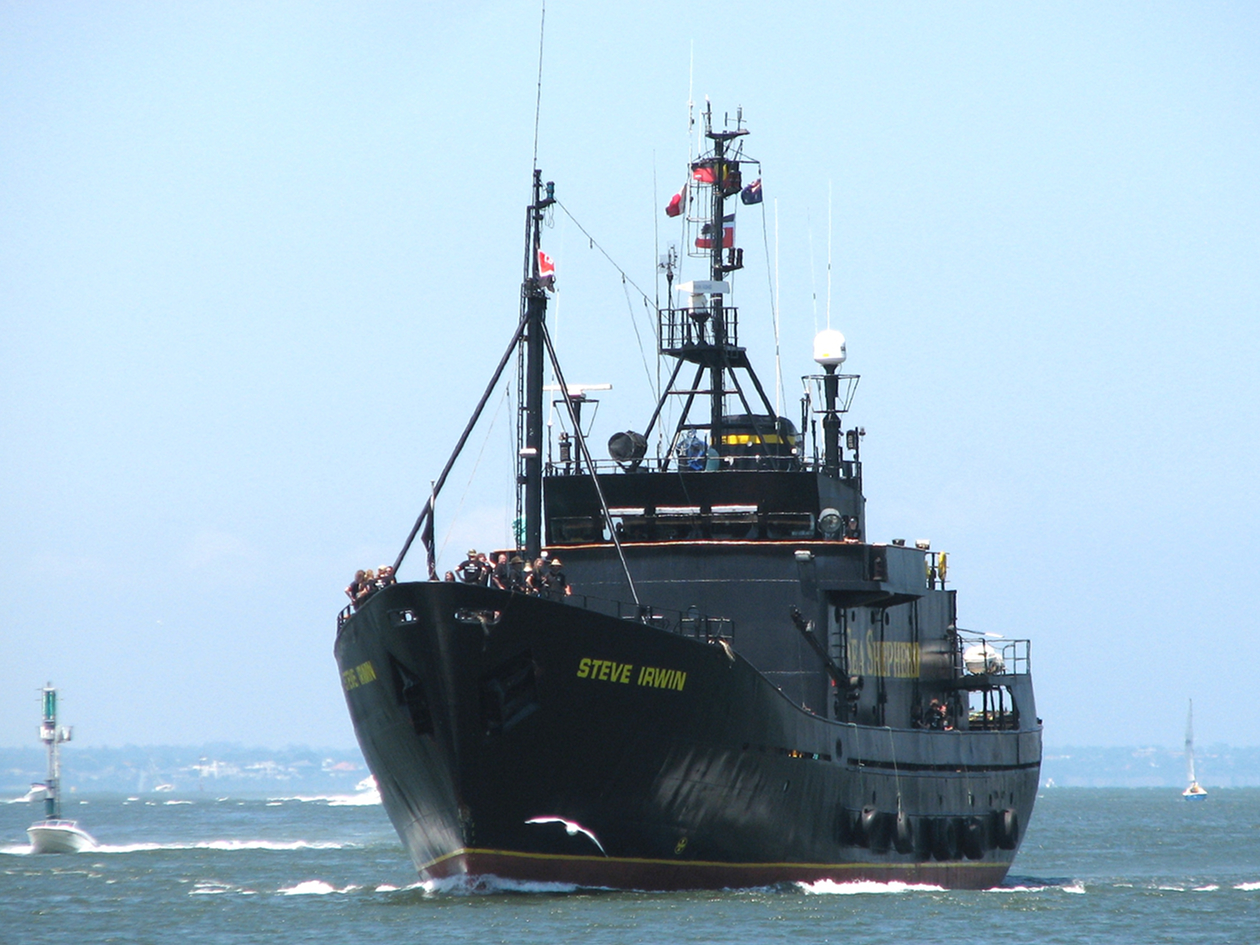
Die Steve Irwin beim Anlaufen des Hafens von Melbourne

Im Jahr 2001 erhielt Irwin die Centenary Medal für seine Arbeit am weltweiten Naturschutz und seinen positiven Einfluss auf den australischen Tourismus. 2004 wurde er als Tourism Export of the Year ausgezeichnet und als Australian of the Year nominiert; diese Auszeichnung erhielt jedoch Steve Waugh.
Im Dezember 2007 wurde die Robert Hunter der Sea Shepherd Conservation Society in Steve Irwin umbenannt. Damit ehrte die Organisation sein Wirken für den Naturschutz.
Ein Teil der State Route 6 bei Beerwah (die am Australia Zoo vorbeiführt) wurde in „Steve Irwin Way“ umbenannt.
Ende April 2018 erhielt Irwin einen Stern auf dem Hollywood Walk of Fame.

## Kritik
Irwin wurde kritisiert, als er im Januar 2004 mit seinem damals einen Monat alten Sohn im Arm im Rahmen einer seiner täglichen Vorführungen ein fast vier Meter langes Leistenkrokodil aus der Hand fütterte.

## Rezeption in den Medien
In South Park, Staffel 2, Episode 18 findet sich eine Parodie auf Steve Irwin. Hier möchte er seinen Zuschauern die wunderbare Welt der Tiere näherbringen, indem er z. B. einem riesigen Krokodil „seinen Daumen ins feiste Arschloch“ steckt.